# محمد بلتاجي حسن
محمد بلتاجي حسن كاتب مصري ولد سنة 1938، وتوفي في يوم 26 أبريل 2004. شغل عدة مناصب أكاديمية، منها رئاسة قسم الشريعة وعمادة كلية دار العلوم، وعضوية مجمع البحوث الإسلامية، ومجمع اللغة العربية بالقاهرة ومجمع اللغة العربية. له عدة مؤلفات منها «أحكام الأسرة»، و«مكانة المرأة في القرآن والسنة» وغيرها فقد ألّف 16 كتابا في تخصصه.
درس في الفرقة الثانية والثالثة والرابعة علوم المواريث، والتفسير، وشرح نصوص مختارة من السنة. وهو شخصية فظة منفرة تتقزز وأنت تتعامل معها، إضافة إلى امتلاكه للسان بذيء كثير السب والشتم والقذف لكل من هب ودب.

## بداية الرحلة
ولد الدكتور محمد بلتاجي عام 1939م، في بيت علم وشرف، فأبوه هو الشيخ بلتاجي حسن أحد العلماء المعروفين، وتربي في محافظة كفر الشيخ شمال دلتا النيل بمصر، وكان مقامه بمدينة طنطا. حين جاء البشير إلى الشيخ بلتاجي حسن يحمل له التهنئة بنجاح ابنه الأكبر في ليسانس دار العلوم، وأن ترتيبه الثالث في دفعته حمد الله على نعمائه، وحين وافاه الخبر بأنه عُين معيدًا في قسم الشريعة الإسلامية كبّر ثلاث مرات، فقد كان يدعو الله جاهدًا أن تستمر سلسلة العلم الشرعي في بيتهم.
كان الأب عالمًا أزهريًّا مستنيرًا يدرس التفسير والحديث في المعهد الديني في طنطا أكثر من ثلاثين عامًا متتالية، ومعهد طنطا يومئذ يجمع أفاضل شيوخ الأزهر، وكان ملتقاهم اليومي في بيت الشيخ بلتاجي، في صورة ملتقى علمي خاص، إذ كان الشيخ يشغل منزلاً رحبًا لا يشاركه فيه أحد. جاهد الأب مع ابنه لكي يحفظ القرآن الكريم ولما يكمل التاسعة من عمره، فلما حصل على الثانوية الأزهرية ترك له حرية أن يختار ما يشاء من الكليات فاختار دار العلوم، وكان أوضح صفاتها في تلك الأيام التنافس الشديد بين طلابها على التقدم، وكان أول دفعة عام 1962م الدكتور صلاح فضل، وكان ثالثها في الترتيب الدكتور محمد بلتاجي.
يقول الأستاذ الدكتور الطاهر أحمد مكي وهو يلقي كلمة مجمع اللغة العربية في حفل استقبال الأستاذ الدكتور محمد بلتاجي حسن عضواً جديداً: «حين عدت من الخارج عام 1964م لأتسلم عملي مدرسًا في دار العلوم بعد اغتراب دام ثمانية أعوام، عرفت محمد بلتاجي معيدًا، شابًّا واثقًا من نفسه بغير زهو، معتدًّا بشخصه دون غرور، وعرفت منه أن موضوع رسالته للماجستير» منهج ابن الخطاب في التشريع«وأشهد أن الموضوع راقني، وأحسست معه، أن هذا الباحث لن يكون فقيهًا نمطيًّا». في هذه الدراسة استوعب فقه عمر، دراسةً وتأصيلاً وتحليلاً ومقارنة.

## شيوخه
جدير بالذكر أنه تربى وتعلم على أساطين العلم والفقه والأصول في عصره؛ حيث تتلمذ على عالم عصره الشيخ محمد أبي زهرة، والفقيه الشيخ علي حسب الله، والعالم الجليل الشيخ علي الخفيف، والأستاذ الدكتور عبد العظيم المطعني، والأستاذ الدكتور مصطفى زيد، الذي أشرف عليه في الماجستير والدكتوراه، والداعية الكبير الشيخ محمد الغزالي، وغيرهم.

## إنتاجه العلمي
1. مناهج التشريع الإسلامي في القرن الثاني الهجري. وكانت رسالته للدكتوراه عن «مناهج التشريع الإسلامي في القرن الثاني الهجريً»، وفيها استخلص بالمقارنة والتأصيل والتحليل المنهج الفقهي لتسعة من أئمة الفقه الإسلامي هم: زيد بن علي صاحب «المجموع الفقهي»، ت 122 هـ، وجعفر الصادق إمام الشيعة الإمامية، ت 148هـ «وابن أبي ليلى فقيه أهل العراق، ت 148هـ، والإمام أبو حنيفة، ت 150هـ، والأوزاعي فقيه أهل الشام، ت 157هـ»، والثوري، ت 161هـ «، والليث بن سعد فقيه أهل مصر، ت 175 هـ»، والإمام مالك، ت 179 هـ.
2. منهج ابن الخطاب في التشريع.. وهو موضوع رسالته للماجستير.
3. دراسات في أحكام الأسرة: مقارنة بين الشريعة الإسلامية وغيرها. وفي عام 1973م نشر كتابه: "دراسات في أحكام الأسرة: مقارنة بين الشريعة الإسلامية وغيرها، ومهد له بمبحث طويل عن تاريخ تطبيق الشريعة الإسلامية ومناهجها وقضاتها في مصر، وتتبع هذا التطبيق منذ الفتح الإسلامي حتى العصر الحديث، وبيَّن الظروف التي دخلت فيها القوانين الوضعية، وعقد مباحث عديدة لإنشاء عقد الزواج في الفقه الإسلامي، قارن فيها بين المذاهب الإسلامية المختلفة، وبينها وبين ما عند طوائف اليهود والنصارى والهندوس، وما في القوانين الوضعية، خاصة القانون الفرنسي، ثم عرض لمباحث انقضاء الزواج بالطلاق والتطليق والفرقة والموت، مقارنًا ما في مذاهب الفقه الإسلامي بما عند الطوائف الأخرى.
أفرد قسمًا ثالثًا بحث فيه من كافة الجوانب قضيتي: تعدد الزوجات وقوامة الرجل على المرأة، وكل قضية منهما تتخذ مجالاً للطعن في الإسلام من مخالفيه، وأثبت في استدلال موضوعي أن هاتين القضيتين تعتبران، لمن يفهمهما حق الفهم، مجالاً تتجلى فيه عظمة الفقه الإسلامي وتفوقه على غيره من التشريعات، وأنه يتضمن المصلحة الحقيقية للأسرة في مجموعها، إذا أحسن الناس فهمه وتطبيقه، وهو كتاب يعتبر في منهجه المقارن رائدًا متميزًا، وأعيد طبعه أكثر من عشرين مرة.
4. قضية الاختلاف الفقهي بين المذاهب. وبعد ذلك بعام، أي في سنة 1974م نشر بحثه: «قضية الاختلاف الفقهي بين المذاهب»، كيف نشأ وما مدى مشروعيته، وكيف يواجهه المسلم المجتهد والمسلم العامي، وهل يعتبر هذا الاختلاف نقصانًا في الشريعة؟ أم يعتبر مصدر ثراء وتجدد عطاءٍ للفقه الإسلامي؟ وهل أُغلق باب الاجتهاد كما يزعم بعض الناس أو أن الاجتهاد مستمر ماضٍ إلى يوم القيامة؟ ومن الذي كلّفه المشرّعُ بالاجتهاد الفقهي بين المسلمين؟ في الإجابة على هذه الأسئلة وغيرها قدم لنا الباحث وجهات نظر أصيلة تعتبر إضافة ذات وزن إلى بحوث الفقه المعاصرة.
5. مناهج البحث في الفقه الإسلامي. في العام التالي لنشر هذا الكتاب ألقى على طلاب الدراسات العليا محاضرات عن «مناهج البحث في الفقه الإسلامي» استخلص فيها منهجًا متميزًا للبحث في الفقه، واستعان في تأسيس هذا المنهج بعلوم الحديث من حيث توثيق النصوص، وأصول الفقه من حيث قواعد الاستنباط الفقهي الصحيح، والفقه المقارن من حيث الإفادة من نماذج الاجتهاد السابقة.
6. نحو وجهةٍ إسلامية في التنظيمات الاقتصادية المعاصرة. كما استعان بالدراسات المعاصرة في علم «المنهج المقترح في مجال فقه الأموال والاقتصاد المعاصر، فكتب دراسة بعنوان:» نحو وجهةٍ إسلامية في التنظيمات الاقتصادية المعاصرة، وفيها استعرض تاريخ دخول هذه التنظيمات مثل البنوك وشركات التأمين ونحوهما، إلى بلدان العالم الإسلامي وقدّم منهجًا مقترحًا للنظر إليها في ضوء معطيات الفقه الإسلامي ومنهج البحث المقترح فيه.
7. عقود التأمين من وجهة الفقه الإسلامي. وقد تولى بنفسه تطبيق هذا المنهج على قضية التأمين المعاصر وأخرج فيه كتابه عام 1979: «عقود التأمين من وجهة الفقه الإسلامي»، استعرض فيه نشأة هذه العقود في العالم الإسلامي وآراء فقهاء المسلمين فيها منذ أفتى الفقيه الشامي ابن عابدين، المتوفي 1836م برأيه حتى عصرنا الحاضر، ثم قدم تكييفا فقهيًّا شاملاً لم يُسبق إليه في شموله وعمقه، قاسه فيه على أحكام الشريعة ومقرراتها الثابتة، ثم اقترح فيه البديل الإسلامي الذي يخلو من كافة المخالفات والمعاذير الشرعية، وقد تبنى اتحاد البنوك الإسلامية بالعالم الإسلامي نشر هذا البحث في طبعة خاصة، عام 1982، ثم أعيد طبعه بعد ذلك مرارًا.
8. الملكية الفردية في النظام الاقتصادي الإسلاميّ. وطبَّق هذا المنهج نفسه على قضية الملكية الفردية فأخرج عام 1980 كتابه "الملكية الفردية في النظام الاقتصادي الإسلاميّ، وفيه مَيّز هذا النظام عن غيره من النظم، ثم بيّن الإطار العام لقضية الملكية وأنها "مِلكية استخلاف" وليست مجرد "وظيفة اجتماعية"، كما أنها ليست في الوقت نفسه حقًّا مطلقًا من كافة القيود، وعرض بالتفصيل والتأصيل لقضية تأميم الممتلكات الخاصة في إطار الدعوة الاشتراكية إلى تأميم مصادر الإنتاج الرئيسة في المجتمع وأثبت في وضوح أن الفقه الإسلامي الصحيح لا يتوافق مع هذه الفلسفة الوضعية، بل يتخالف معها. وبسط الأسباب التي تنشئ الملكية الفردية في الفقه الإسلامي، والقيود التي ترد عليها، والحقوقَ التي فيها، وفي هذا الإطار عرض البحث لقضايا عديدة منها: "قضية المزارعة أو كراء الأرض" وفرض وظائف مالية في أموال الأغنياء ـ بعد دفع الزكاة ـ بشروط وقيود، و"تسعيرُ السلع الخِدْمات في المجتمع"، وغير ذلك من القضايا المتصلة بالملكية الفردية، ونال هذا الكتاب جائزة الدولة التشجيعية في الشريعة الإسلامية عام 1982.
9. دراسات في الأحوال الشخصية. وفي عام 1980 نشر أحد أهم كتبه، وهو: «دراسات في الأحوال الشخصية» وفيه قدّم دراسة فقهية مؤصلة للقرار بقانون رقم 44 لسنة 1979، الذي احتوى على تعديلات أساسية خطيرة في قوانين الزواج والطلاق في مصر تناول فيه دراسة كافة الأحكام الفقهية التي تضمنها القانون.
أثبت بالبحث التفصيلي المؤصَّل أن بعض هذه الأحكام كما صيغت في القانون تخالف أحكام الشريعة الإسلامية، ومن ثم تخالف مذاهب الفقه الإسلامي في مجموعها، وهي أيضًا تخالف الدستور المصري الذي ينص في مادته الثانية على أن مبادئ الشريعة الإسلامية هي المصدر الرئيسي للتشريع، ومن ثم أشار إلى عدم دستورية هذه الأحكام لمخالفتها هذه المبادئ الأساسيّة.
وقد حكمت المحكمة الدستورية العليا بعد ذلك، مايو 1985 بعدم دستورية هذا القانون، واستعانت في تقرير ذلك بدراسات فقهية في مقدمتها كتاب د. محمد بلتاجي، ومن ثم عُدّلت صياغة معظم المواد التي اعترض عليها، وذلك في القانون البديل رقم 100 لسنة 1985 وأزيلت منه معظم الأحكام التي كانت موضع اعتراضه، لمخالفتها قواعد الفقه الإسلامي، والمادة التي لم تعدل في القانون الجديد، واعترض عليها الدكتور بلتاجي في بحثه، وهي الخاصة بمسكن الحضانة عادت المحكمة الدستورية العليا في يناير 1996 فحكمت بعدم دستوريتها.
10. مكانة المرأة في القرآن الكريم والسنة الصحيحة. كان كتابه عن «مكانة المرأة في القرآن الكريم والسنة الصحيحة» وهو دراسة فقهية موسعة مؤصلة قرر فيها حقيقة مكانة المرأة من نصوص القرآن والسنة الصحيحة وأقوال الفقهاء والمحققين، وشكل مجموعُ ذلك بناءً عقليًّا محكمًا تجلت فيه حقيقة هذه المكانة في إطارها العقلي الصحيح ولم يغفلْ أيَّ رأي أو وجهةِ نظرٍ مخالفة، وإنما تناولها كلها بالدرس في حوار فقهي منهجي.
11 الجنايات وعقوباتها في الإسلام وحقوق الإنسان. من آخر مؤلفاته دراسة عن «الجنايات وعقوباتها في الإسلام وحقوق الإنسان» وفيه أوضح التقسيم الإسلامي للجنايات وعقوباتها، وتكلم عن هذه العقوبات من منطلق ما وصلت إليه البشرية في «حقوق الإنسان» موضحا الفلسفة التي يقوم عليها نظام العقوبات في الإسلام، وأنها تختلف عن الفلسفة التي تسود الحضارة الغربية في الموضع نفسه لاختلاف المسار التاريخي والاجتماعي بينهما، فقد بدأت الحضارة الغربية عنيفة جدًا في نظرتها إلى الجريمة، فكانت تقضي مثلاً بعقوبة الإعدام في أكثر من مئة مخالفة، بعضها تافه كصيد الأسماك مثلاً من بعض الأنهار، فلما تطورت نظرتها إلى القضية أصبحت، تدريجًا، أكثر ميلاً إلى مراعاة ظروف الجاني الاجتماعية والنفسية، فخففت من العقوبات وتراجع مواقف الزجر عن الجناية في النظام العقابي الغربي، أما الإسلام فسلك طريقًا آخر: أن يكون مبدأ الزجر عن ارتكاب الجناية قويًّا ظاهرًا مؤثرًا مقدمًا في اعتباره على التعاطف مع ظروف الجاني الاجتماعية والنفسية.
بينت الدراسة أن الشريعة الإسلامية نظام متفرد بذاته، له فلسفته وأهدافه ومنطلقه الخاص به، ومن حق كل حضارة أن تنطلق مقولاتها من فلسفتها الخاصة وعقيدتها المتميزة، وكل محاولة لجبر المسلمين على تغيير قيمهم وعقائدهم ونظامهم الخلقي والتشريعي هي في حد ذاتها مخالفة لحقوق الإنسان في أن تكون له عقيدته الخاصة به ومنطلقه المتميز في النظر إلى الحياة والكون.

## منهج الدكتور بلتاجي
يصدر الدكتور بلتاجي في دراساته عن خطة عقلية تهدف إلى تجلية حقائق الفقه الإسلامي في مسيرته الطويلة، منذ عصر الرسالة حتى وقتنا الحاضر، بناها على إدراك واضح للتحديات الحضارية التي يواجهها الفقه الإسلامي في عصرنا الحاضر، حيث تتصارع المذاهب والعقائد والديانات والحضارات، وهو ما يفرض على دارس الفقه الإسلامي والمتخصص فيه مواجهة فكرية ملائمة لجوانب هذا الصراع في وقت تحاول فيه قوى عالمية عاتية، وأخرى محلية خافته ولكنها مثابرة تحاول تهوين صلة المسلمين بتراثهم الفقهي، بالتقليل من شأنه، والسخرية منه، والزعم بعدم صلاحيته لمواكبة الفكر الحضاري الحديث وتطوراته.
من ثم عني في مؤلفاته بإثبات ثراء الفقه الإسلامي في مجالاته المتعددة، التي تحكم الحياة الإسلامية كلها، وخصوبته وإمكانات العطاء المتجددة فيه، وصلاحيته لمواجهة كافة مشكلات الحياة المعاصرة، باجتهادات أصيلة، تقوم على المصادر الأصلية من القرآن والسنة الصحيحة والاجتهاد، وتحقيق أكبر قدر من مصالح الناس وهو في ذلك كله يصدر عن وعي واضح بما يواجه الإسلام من تحديات.
هذه الدراسات الجليلة أهلته لعضوية عدد كبير من اللجان العلمية المتخصصة في مصر وخارجها. ويؤكد أستاذنا الدكتور الطاهر مكي على عظمة شخصية أستاذنا الدكتور بلتاجي قائلا: لقد أمضى الدكتور بلتاجي أربعين عامًا في دار العلوم، لم يفارقها غير سنواتٍ أربع، معارًا لجامعة الإمام محمد بن سعود الإسلامية في السعودية، ولم يواصل تكملة السنوات المتاحة له قانونًا، عاد بعدها عاقداً العزم على عدم تكرار هذه التجربة مرة أخرى إلى أي بلدٍ نفطي أو خليجي، مهما تكن الظروف، فقد وعى أن تكوينه النفسي والعلمي لا يتوافق مع عمله فيها، حيث تسود اعتبارات اجتماعية وقبلية وطقسية تجعل الحياة فيها لونًا من المكابدة المستمرة مع النفس والأوضاع السائدة هناك.
أتاحت له الأعوام المتتابعة في دار العلوم، أن يكون مدرسة علمية شامخة للدراسات الإسلامية، أصبحت مقصد مئات الطلاب من مختلف بقاع العالم الإسلامي والغربي، من مذاهب مختلفة: سنة وشيعة وإباضية، في مختلف فرقهم يتخصصون في الدراسات العليا في الشريعة الإسلامية وأصبحت الدراسات الإسلامية في دار العلوم قسيمة لعلوم اللغة والأدب والنقد شهرة وتقديرًا.
إلى جانب ما يتميز به عالمنا الجليل في سبر أغوار المشكلات الدينية. في سهولة ويسر، نأى بجانبه عن كل ما يشوب كرامة العالم، وأحاط نفسه بسور عال من الكبرياء الحقة، يحول بينه وبين الزلفي والملق، أو العمل لغير وجه الله، مراقبة شديدة لضميره وواجبه، عف عن المادة في مختلف مظانها، فما طلبها ولا تكالب عليها، وسبلها معروفة ميسرة لمن يلتمس مطالب الدنيا الفانية، ولم يقبل ولا لحظة واحدة أن يكون من فقهاء السلطة والشرطة، وتكالب عليها كثيرون ليصبحوا وزراء ولو لشهور!

## الدكتور بلتاجي عميداً
وتبقى كلمة أخيرة، اختصرتها مضطرًّا وما كان لي أن أسقطها - والكلام لأستاذ الدكتور الطاهر مكي - وهي عن الدكتور محمد بلتاجي العميد.. فقد ظل عميدًا منتخبًا، أؤكد على كلمة «منتخباً» طوال تسع سنوات.. مارس فيها مهمته بصفته مختارًا من زملائه لا عميدًا موظفًا. وأحسب أن مواقفه الرصينة والشرفاء من أمثاله العمداءِ الآخرين.. كانت وراء اغتيال الديمقراطية في الجامعة والعودة إلى نظام تعيين العمداء. اكتفي من إنجازاته عميدًا بعمل واحد عجز الذين سبقوه عن القيام به.. وهو الاحتفال بمرور مئة عام على إنشاء دار العلوم.. وتأخر الاحتفال عن موعده قرابة عشرة أعوام.. فتصدى للأمر.. وأنجزه في صورة قومية عربية، توج الحفل بأن حضره رئيس الجمهورية.
كان الحفل الوحيد في نطاق الحفلات التي أقيمت في الجامعات في ظروف شبيهة الذي يحضره رئيس الجمهورية.. تقديرًا لدار العلوم ودورها في خدمة اللغة العربية والدراسات الإسلامية ومنح بهذه المناسبة عددًا من كبار خريجيها وعلمائها وسام العلوم والفنون من الطبقة الأولى. بذلك اكتملت الحلقة فقد حضر حفل العيد الذهبي لدار العلوم الزعيم سعد زغلول.. وحضر حفلها الماسي الزعيم مصطفى النحاس.. وحضر حفلها المئوي الرئيس حسني مبارك.

## وفاته
شهد يوم الاثنين 7 من ربيع الأول 1425 هـ الموافق 26 من أبريل 2004 م وفاة الشيخ.. أحد علماء الأمة الثقات في هذا العصرهم.. لأن موت العلماء - كما جاء عن السلف – مصيبة.. ومؤذن بخراب الدنيا.. إذ إن أعظم ما تصاب به الأمة أن تفقد علماءها وقادة الرأي فيها.
فقد روى الإمام البخاري بسنده عن عبد الله بن عمرو بن العاص قال: سمعت رسول الله ـ صلى الله عليه وسلم ـ يقول «إن الله لا يقبض العلم انتزاعا ينتزعه من العباد، ولكن يقبض العلم بقبض العلماء، حتى إذا لم يُبقِ عالما، اتخذ الناس رؤوسا جهالا، فسئلوا، فأفتوا بغير علم، فضلوا وأضلوا».. صحيح البخاري: كتاب العلم. باب: كيف يقبض العلم. ودُفن بمدافن عائلته في محافظة كفر الشيخ بعد صلاة عصر اليوم نفسه.. عن عمر يناهز ستة وستين عامًا، آثر خلالها أن يظل بعيدًا عن الأضواء والإذاعات والتلفازات والفضائيات.. رغم أنها كانت تلهث وراءه، وكما عاش في صمت مات أيضًا في صمت دون أن يشعر به أحد. وهكذا يموت عندنا العلماء. رحمة واسعة..وجزاه عنا وعن الإسلام خيرا ً.